# Джей Ті Волш
Джей Ті Волш (англ. J.T. Walsh; 28 вересня 1943 — 27 лютого 1998) — американський актор.

## Біографія
Джеймс Томас Патрік Волш народився 28 вересня 1943 року в місті Сан-Франциско, штат Каліфорнія. У дитинстві він відвідував школу-інтернат єзуїтів в Ірландії. Навчався в Університеті Тюбінгена, потім вступив до Університету Род-Айленда, де брав участь у багатьох театральних постановках. З 1974 року почав працювати в позабродвейських шоу.
Перші ролі в кіно у нього з'явилися після 1983 року, коли він зіграв незначну роль у фільмі «Втеча Едді Макона». Знімався у таких фільмах, як «П'яний світанок» (1988), «Зворотна тяга» (1991), «На захід від червоної скелі» (1993), «Клієнт» (1994), «Вигострене лезо» (1996), «Аварія» (1997), «Перемовник» (1998), а також у телесеріалі «Темні небеса».
Майже всю кар'єру як в кіно так і на телебаченні, Волш грав ролі «поганих хлопців». Журнал «Playboy» описав його як «загальноулюбленого покидька».
Волш помер 27 лютого 1998 року від серцевого нападу під час відпустки неподалік від Сан-Дієго, штат Каліфорнія.

## Фільмографія
| Рік       |    | Українська назва                       | Оригінальна назва                            | Роль                               |
| --------- | -- | -------------------------------------- | -------------------------------------------- | ---------------------------------- |
| 1982      | тф | Маленька Глорія... Нарешті щаслива     | Little Gloria... Happy at Last               |                                    |
| 1983      | ф  | Втеча Едді Макона                      | Eddie Macon's Run                            | людина в барі                      |
| 1983      | тф | Кровна ворожнеча                       | Blood Feud                                   | фотограф                           |
| 1985      | тф | Виправдане вбивство?                   | Right to Kill?                               | майор Екворт                       |
| 1985—1987 | с  | Зрівнювач                              | The Equalizer                                | Ендрю Бенкс / Сем Гріффіт          |
| 1985      | ф  | Складний вибір                         | Hard Choices                                 | заступник Андерсон                 |
| 1985      | ф  | Дорога Лола                            | The Beniker Gang                             | директор Стоддард                  |
| 1986      | ф  | Влада                                  | Power                                        | Джером Кейд, кандидат від Огайо    |
| 1986      | ф  | Ганна та її сестри                     | Hannah and Her Sisters                       | Ед Сміт                            |
| 1987      | ф  | Алюмінієві чоловічки                   | Tin Men                                      | Вінг                               |
| 1987      | ф  | Гральний дім                           | House of Games                               | бізнесмен                          |
| 1987      | ф  | Доброго ранку, В'єтнам                 | Good Morning, Vietnam                        | сержант-майор Дікерсон             |
| 1987      | с  | Спенсер                                | Spenser: For Hire                            | Ендрю Лоуфорд                      |
| 1987      | с  |                                        | The Ellen Burstyn Show                       | Ден Ходжес                         |
| 1988      | тф | Млини богів                            | Windmills of the Gods                        | полковник Білл МакКінні            |
| 1988      | ф  | Все змінюється                         | Things Change                                | менеджер готелю                    |
| 1988      | ф  | П'яний світанок                        | Tequila Sunrise                              | Магуайр                            |
| 1989      | ф  | Велика картина                         | The Big Picture                              | Аллен Габел                        |
| 1989      | с  | Закон Лос-Анжелеса                     | L.A. Law                                     | Піт Бостік                         |
| 1989      | ф  | В напрузі                              | Wired                                        | Боб Вудворд                        |
| 1989      | ф  | Тато                                   | Dad                                          | доктор Сантана                     |
| 1990      | ф  | Чому я?                                | Why Me?                                      | Френсіс Махоні                     |
| 1990      | ф  | Психовані                              | Crazy People                                 | Друкер                             |
| 1990      | ф  | Кидали                                 | The Grifters                                 | Коул                               |
| 1990      | ф  | Вузька межа                            | Narrow Margin                                | Майкл Тарлоу                       |
| 1990      | ф  | Мізері                                 | Misery                                       | патрульний Шерман Дуглас           |
| 1990      | ф  | Російський відділ                      | The Russia House                             | Квінн                              |
| 1991      | ф  | Залізний лабіринт                      | Iron Maze                                    | Джек Рулі                          |
| 1991      | ф  | Зворотна тяга                          | Backdraft                                    | Олдермен Марті Свейзек             |
| 1991      | ф  | Зміна особистості                      | True Identity                                | Х'юстон                            |
| 1991      | ф  | Беззахисний                            | Defenseless                                  | Стівен Селдес                      |
| 1992      | ф  | Декілька хороших хлопців               | A Few Good Men                               | підполковник Метью Ендрю Маркінсон |
| 1992      | ф  | Гоффа                                  | Hoffa                                        | Френк Фіцсаймонс                   |
| 1992      | ф  | Променад                               | The Prom                                     | Гровер Дін                         |
| 1992      | кф | Контакт                                | Contact                                      | радіо-лейтенант                    |
| 1992      | тф | У тіні вбивці                          | In the Shadow of a Killer                    | інспектор Лео Кемені               |
| 1993      | тф | Американський годинник                 | The American Clock                           | суддя Бредлі                       |
| 1993      | ф  | Снайпер                                | Sniper                                       | Честер Ван Дамм                    |
| 1993      | ф  | Заряджена зброя 1                      | Loaded Weapon 1                              | реєстратор готелю                  |
| 1993      | ф  | На захід від червоної скелі            | Red Rock West                                | Вейн Браун                         |
| 1993      | ф  | Нагальні речі                          | Needful Things                               | Денфорт Кітон III                  |
| 1993      | ф  | Ранок слави                            | Morning Glory                                | шериф Різ Гудлі                    |
| 1993      | ф  |                                        | One Little Indian                            | Маршалл Робінсон                   |
| 1993      | кф | Партнери                               | Partners                                     |                                    |
| 1994      | кф | Деякі люди називає це відточеним лезом | Some Folks Call It a Sling Blade             | Чарльз Бушмен                      |
| 1994      | с  | Країна птахів                          | Birdland                                     | Поттер                             |
| 1994      | с  | Лоїс та Кларк: Нові пригоди Супермена  | Lois & Clark: The New Adventures of Superman | полковник Чарльз Фейн              |
| 1994      | тф |                                        | Star Struck                                  | Грір                               |
| 1994      | ф  | Азартна гра                            | Blue Chips                                   | Геппі                              |
| 1994      | ф  | Останнє спокушання                     | The Last Seduction                           | Френк Гріффіт                      |
| 1994      | ф  | Клієнт                                 | The Client                                   | МакТюн                             |
| 1994      | ф  | Мовчазна сутичка                       | Silent Fall                                  | шериф Мітч Ріверс                  |
| 1994      | ф  | Чудо на 34-й вулиці                    | Miracle on 34th Street                       | Ед Коллінс                         |
| 1995      | ф  | Епідемія                               | Outbreak                                     | начальник штабу                    |
| 1995      | ф  | Чорний день, світла ніч                | Black Day Blue Night                         | лейтенант Джон Квінн               |
| 1995      | ф  | Нахожа нянька                          | The Babysitter                               | Гаррі Такер                        |
| 1995      | ф  | Собаче життя                           | The Low Life                                 | Майк                               |
| 1995      | ф  | Привид Чарлі                           | Charlie's Ghost Story                        | Дерріл                             |
| 1995      | ф  | Ніксон                                 | Nixon                                        | Джон Ерліхман                      |
| 1995      | ф  | Священний вантаж                       | Sacred Cargo                                 | Отець Станіслав                    |
| 1995      | с  | Цілком таємно                          | The X Files                                  | Лео Бродо                          |
| 1996—1997 | с  | Темні небеса                           | Dark Skies                                   | капітан Френк Бек                  |
| 1996      | ф  | Наказано знищити                       | Executive Decision                           | Сенатор Маврос                     |
| 1996      | ф  | Трохи смерті                           | The Little Death                             | Тед Хеннон                         |
| 1996      | ф  | Вигострене лезо                        | Sling Blade                                  | Чарльз Бушмен                      |
| 1996      | ф  | Непізнані                              | Persons Unknown                              | Кейк                               |
| 1997      | ф  | Дорогою                                | Breakdown                                    | Ред Барр                           |
| 1996      | тф | Привиди                                | Gang in Blue                                 | лейтенант Вільям Ейлер             |
| 1996      | тф | Злочин століття                        | Crime of the Century                         | полковник Норман Шварцкопф         |
| 1997      | тф | Надія                                  | Hope                                         | Рей Персі                          |
| 1997      | с  | C-16: ФБР                              | C-16: FBI                                    | Жюль Розак                         |
| 1998      | ф  | Перемовник                             | The Negotiator                               | Теренс Нейбаум                     |
| 1998      | ф  | Плезантвіль                            | Pleasantville                                | Великий Боб                        |
| 1999      | ф  | Таємний план                           | Hidden Agenda                                | Джонатан Занук                     |